# Heavy Metal: F.A.K.K.² (Film)
Heavy Metal: F.A.K.K.² ist ein US-amerikanischer Science-Fiction-Zeichentrickfilm aus dem Jahr 2000. Seine Handlung setzt die des Films Heavy Metal, der auf dem Comic-Magazin Schwermetall basierte, fort und wird ihrerseits im gleichnamigen Computerspiel fortgesetzt. Der Film startete am 4. Mai 2000 in den deutschen Kinos.
Als Vorlage für Heavy Metal: F.A.K.K.² diente die von Kevin Eastman, Simon Bisley und Eric Talbot geschriebene Graphic Novel Melting Pot. Der Soundtrack des Films enthält prominente Bands wie System of a Down, Queens of the Stone Age und Billy Idol.
Die ungekürzte Originalfassung war ursprünglich ab 18 Jahren freigegeben. Deswegen wurde auch eine um mehrere Minuten gekürzte Fassung erstellt, die eine Freigabe ab 16 Jahren erhielt. Für eine Neuveröffentlichung im November 2010 wurde die Originalversion erneut geprüft und ebenfalls ab 16 Jahren freigegeben.

## Handlung
Nachdem er eine Scherbe des Loc-Nar (die böse grün glühende Kugel der Verdammnis aus dem ersten Teil) entdeckt, wird der Minenarbeiter Tyler von einer unersättlichen Gier nach Macht und Unsterblichkeit ergriffen.
Auf seinem Weg zu einem Planeten, auf dem sich ein Brunnen der Unsterblichkeit befindet, stoppt Tyler in der F.A.K.K.² (Federation-Assigned Ketogenic Killzone, deutsch: Offizielle ketogenische Todeszone der Föderation), weil dessen Bewohner in ihren Körpern etwas Unsterblichkeitswasser tragen.
Tyler entführt einige von ihnen und tötet den Rest, aber er übersieht eine: Julie. Als einzige Überlebende des Angriffs schwört sie wütend, ihre Familie zu rächen und Tyler zu töten. Sie nimmt die Verfolgung Tylers auf, der inzwischen weitergereist ist.
Julie schafft es, zunächst unbemerkt, ihr Raumschiff an Tylers anzukoppeln. Sie wird jedoch entdeckt und beschossen, was im Hochgeschwindigkeitsflug fatale Folgen hat und zum Absturz beider Schiffe auf den Zielplaneten führt.
Julie trifft auf dem Planeten auf Zeek und Odin, einen einfältigen sprechenden Stein und dessen Meister. Nach einem ergebnislosen Kampf mit Tyler und nachdem sie ihre Schwester aus dessen Schiff befreien konnte, erreicht Julie mit ihren Begleitern die Stadt, die den Brunnen der Unsterblichkeit beherbergt.
Nur ein kleiner Teil von Tylers Crew überlebt, aber er kann die Herrschaft über einen ansässigen Kriegerstamm erkämpfen. Mit dieser neuen Armee rückt er auf die Stadt vor. Er kämpft sich bis zum Eingang des Brunnens vor und kann ihn mit der Scherbe des Loc-Nar öffnen. Mit Odins Hilfe gelingt es Julie jedoch, Tyler zu töten, bevor er den Brunnen betreten kann.
Daraufhin gibt sich Odin als Angehöriger des Volkes zu erkennen, vor dem der Brunnen ursprünglich geschützt wurde. Die geschwächte Julie kann nicht verhindern, dass Odin den Brunnen betritt, aber Zeek, der die wahre Identität seines Meisters nicht kannte, entfernt die Scherbe, woraufhin sich das Brunnentor schließt und Odin gefangen wird.